# Gentechnisch verändertes Lebensmittel

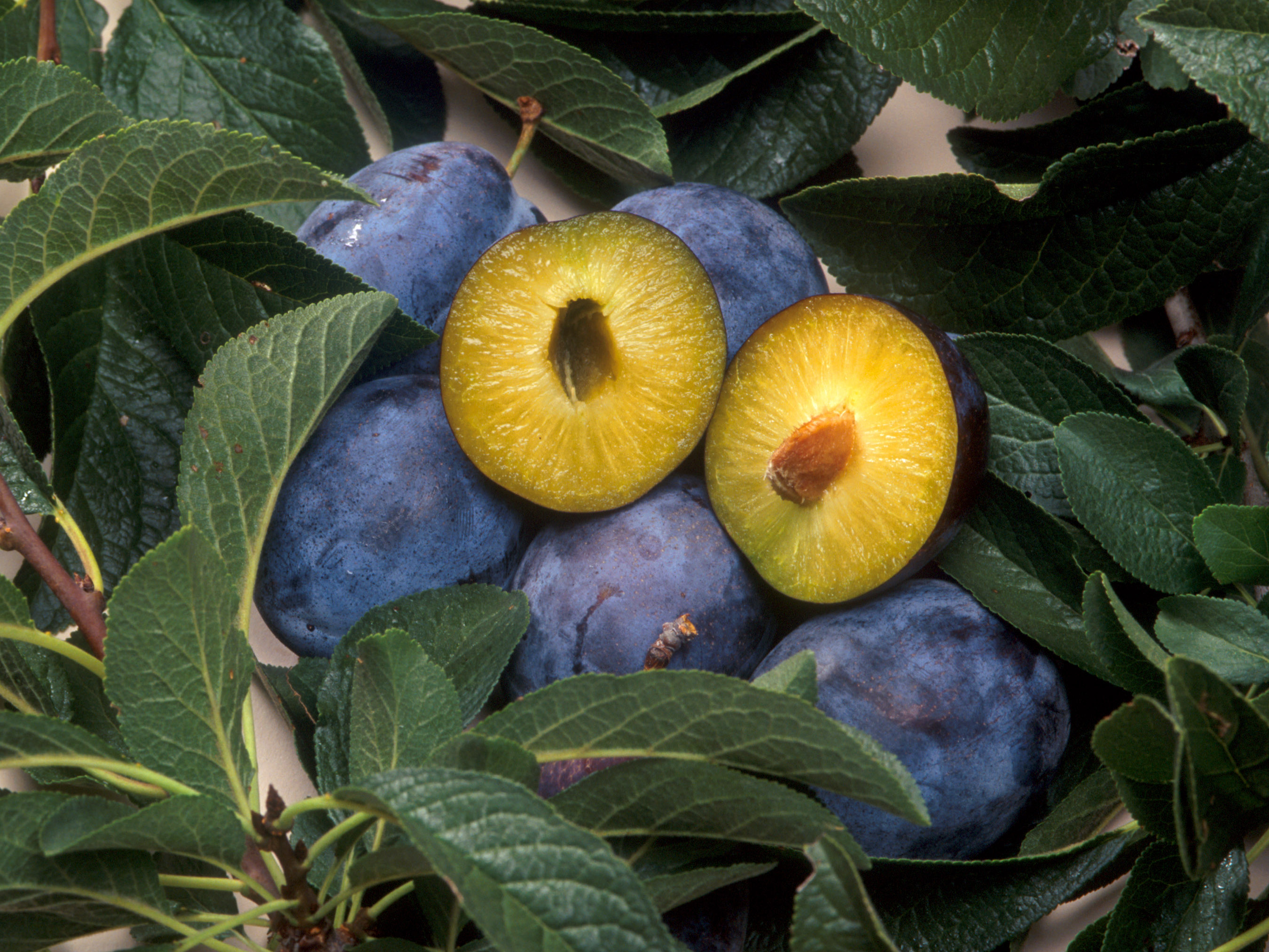
Genetisch veränderte Zwetschgensorte, die gegen die Scharka-Krankheit resistent ist

Ein gentechnisch verändertes Lebensmittel ist ein Lebensmittel, das aus gentechnisch veränderten Pflanzen, Tieren oder Mikroorganismen (genetisch veränderte Organismen, GVO oder im Englischen GMO) besteht, diese enthält oder daraus hergestellt worden ist.

## Rechtslage und Verbreitung
Rechtlich werden in der Europäischen Union mit Hilfe transgener Mikroorganismen hergestellte Lebensmittel und mit genetisch veränderten Futtermitteln gefütterte Tiere nicht hinzu gezählt.
Der deutsche Bund für Lebensmittelrecht und Lebensmittelkunde stellte fest, dass (Stand März 2010) Lebensmittel mit Inhaltsstoffen, bei deren Produktion Gentechnik zum Einsatz kommt, in deutschen Supermärkten weit verbreitet sind. Schätzungen zufolge sind 60 % bis 80 % aller Lebensmittel in ihrer Produktion mit Gentechnik in irgendeiner Weise in Kontakt gekommen.
In Österreich sind aufgrund des Gentechnik-Volksbegehrens von 1997 die meisten Produkte – bis auf Futtermittel – gentechnikfrei.
- Zu Rechtsfragen siehe auch: Gentechnik und Gentechnikfreiheit

## Kennzeichnung
In der EU müssen alle Lebensmittel, bei denen zumindest ein Bestandteil aus einem gentechnisch veränderten Produkt stammt, mit einem bestimmten Wortlaut gekennzeichnet werden. Auch Futtermittel sind von der Kennzeichnungspflicht erfasst. Futtermittel, bei denen zumindest ein Bestandteil aus gentechnisch veränderten Organismen stammt, müssen daher wie Lebensmittel gekennzeichnet werden. Diese Kennzeichnung ist allerdings nur zur Information der Futtermittelkäufer gedacht. Für Konsumenten schafft diese Art der Kennzeichnung nicht automatisch Klarheit, ob gentechnisch veränderte Futtermittel verwendet wurden. Kritisiert wird in diesem Zusammenhang, dass Fleisch, Milchprodukte und Eier von Tieren, denen gentechnisch veränderte Futtermittel verfüttert wurden, nicht unter die Regelung zur Zulassung und Kennzeichnung fallen.

## Pflanzen
Der Einsatz von transgenen Pflanzen begann 1996. 2009 wurden in 25 Ländern auf 134 Millionen Hektar (etwa 9 % der globalen Landwirtschaftsfläche) in erster Linie transgener Mais, transgene Baumwolle, transgene Sojabohne und transgener Raps angebaut. Für die menschliche Ernährung haben diese transgenen Pflanzen in Deutschland vor allem eine indirekte Bedeutung als Futtermittel in der Tierproduktion, wobei die Unbedenklichkeit dieser Verwendung umstritten ist.
88 % der Deutschen lehnen den Anbau gentechnisch veränderter Pflanzen ab, so eine Umfrage im Dezember 2013. In Deutschland gilt bei Saatgut-Kontrollen eine strikte Nulltoleranz; wenn in Saatgut GVO-Beimischungen nachgewiesen werden, ist es unabhängig von der Höhe des gemessenen GVO-Anteils nicht verkehrsfähig und wird vernichtet oder untergepflügt. So wurden 2014 nur noch in 1,6 Prozent der Proben von Mais-Saatgut GVO gefunden. Das war noch weniger als im Vorjahr und deutlich weniger als 2011, als knapp sieben Prozent der Proben noch GVO-Anteile aufwiesen.

## Tiere

### Lachs
Als erstes gentechnisch verändertes Tier, das zum menschlichen Verzehr bestimmt ist, könnte ein transgener Lachs verwendet werden. Die gv-Lachse mit dem Markennamen AquAdvantage verfügen über ein Gen für ein Wachstumshormon aus einer anderen Lachsart (Königslachs), und ein weiteres Gen aus einer an kalte Meeresregionen angepassten Fischart (Zoarces americanus). Durch diese zwei Gene produzieren die gv-Lachse mehr Wachstumshormone. Anstatt nach drei Jahren wird die Schlachtreife nach 16 bis 18 Monaten erreicht. Der Antrag wurde 1995 in den USA gestellt und die von der FDA geforderten Sicherheitstests sind absolviert (gv-Lachse sind laut FDA genauso sicher wie andere Lachse). Unter anderem musste sichergestellt werden, dass die gentechnischen Veränderungen stabil bleiben und keine negativen Auswirkungen auf die Tiergesundheit haben. Alle Tiere seien zudem weiblich und steril und sollen in abgeschlossenen Tanks gehalten werden, so dass eine unerwünschte Auskreuzung nicht möglich ist.
Der mittlerweile über 15 Jahre andauernde Zulassungsprozess erreichte seinen letzten Höhepunkt im September 2010, als das Veterinary Medicine Advisory Committee (CMAC) der FDA alle Daten zu Gesundheits- und Umweltwirkungen veröffentlichte. Das VMAC (ein Gremium aus unabhängigen Tierärzten und Experten) schrieb, dass AquAdvantage so sicher wie konventionelle Atlantischer Lachs sei und keine Gesundheitsgefahr von seinem Konsum ausgehe. Es gebe zudem substanzielle und zuverlässige Daten, die den Schluss zulassen, dass keine signifikanten Umweltauswirkungen von einer Kommerzialisierung von AquAdvantage erwartbar seien. Kritiker aus dem Umfeld von Verbraucher- und Umweltorganisationen äußerten dagegen weiterhin Bedenken zu Gesundheits- und Umweltrisiken. Im Februar 2011 forderten Friends of the Earth, Earthjustice, Greenpeace, Oceana, Ocean Conservancy, Pew Environment Group und die Union of Concerned Scientists in einem Brief an die FDA-Direktorin Margaret Hamburg eine umfassendere Umweltbewertung. 11 Senatoren (überwiegend aus Staaten des Pazifischen Nordwesten) und 29 Abgeordnete des Repräsentantenhauses schrieben zwei Briefe an Hamburg und nannten einen Mangel von Transparenz und der Möglichkeit öffentlicher Beteiligung. Am 16. Juni 2011 einigte sich das Repräsentantenhaus in einer Abstimmung mit weniger als einem Dutzend teilnehmenden Abgeordneten auf den von Don Young (Vertreter von Alaska, einem Staat mit einer großen Wildlachsindustrie), einer Gesetzesänderung zuzustimmen, die es der FDA verbieten würde, in den Zulassungsprozess von gentechnisch verändertem Lachs Geld zu stecken. Der Senat müsste der Gesetzesänderung noch zustimmen, bevor sie umgesetzt werden kann.
Mehrere Wissenschaftler fordern eine umfassendere Zulassungsbewertung von der FDA. Die FDA vergleicht einen einzelnen transgenen Lachs mit einem nicht-transgenen Lachs. Dies ignoriere mögliche Gesundheits- und Umweltauswirkungen, die sich aus Veränderungen von Produktion und Konsum ergeben könnten. Die Gesundheitswirkungen werden von der FDA eingeschätzt, indem sie die Inhaltsstoffe der transgenen Lachse mit denen nicht-transgener vergleicht sowie nach Toxinen und Allergenen sucht. Die implizite Annahme sei, dass das neue Produkt das alte 1:1 ersetze und es nicht zu Preis- und Mengenänderungen kommen würde. Da die transgenen Lachse schneller wachsen und weniger Futter benötigen, könnte eine Reduktion der Produktionskosten durch transgenen Lachs zu Preissenkungen für Lachs führen. Wenn diese Preissenkung den Lachskonsum erhöht (und evtl. gleichzeitig den Konsum von Substituten wie Rindfleisch reduziert), könne dies die öffentliche Gesundheit verbessern. Ärmere Haushalte könnten davon besonders betroffen sein. Abgesehen von den Gesundheitswirkungen seien auch die Umweltwirkungen von der FDA nur unzureichend evaluiert. Sollte sich die Produktion von Lachsen als Resultat der Einführung von transgenen Lachsen ausdehnen, sei beispielsweise eine höhere Umweltverschmutzung und verstärkter Druck auf Wildfischbestände möglich. Eine höhere Nachfrage nach Wildfischen als Futtermittel könne die wirtschaftlichen Erträge von Fischereien erhöhen, aber bei schlechtem Management das die Wahrscheinlichkeit der Überfischung erhöhen. Das Risiko der Auskreuzung auf wilde Lachse könnte ebenfalls mit einer Produktionsausweitung steigen, wenn die Produktionsstätten als Resultat der Produktionsausdehnung andere Formen annehmen.

### Andere Tiere
Andere gv-Tiere für den menschlichen Verzehr, die von Firmen und Universitäten entwickelt werden oder wurden, sind unter anderem BSE-resistente Rinder oder tierische Lebensmittel mit einer veränderten Zusammensetzung. Beispiele sind magereres Fleisch oder Fleisch mit einem relativ höheren Anteil an Omega-3-Fettsäuren am Fettgehalt, Eier mit einem geringeren Cholesteringehalt und hypoallergene Milch.

## Mikroorganismen
Gentechnisch veränderte Mikroorganismen werden bisher kaum in der Lebensmittelproduktion verwendet. Es wird an transgenen Milchsäurebakterien geforscht, die beispielsweise die Herstellung von Käse beschleunigen können. Enzyme aus Pflanzen oder Tieren werden zweitens durch genetische Modifikation auch von Mikroorganismen produziert. Ein dritter Forschungsbereich sind transgene Hefen, die beispielsweise in der Produktion eines energiereduzierten Biers eingesetzt werden können.

## Kennzeichnung
In der EU gilt eine Kennzeichnungspflicht für gentechnisch veränderte Lebensmittel, jedoch nicht für solche, bei deren Herstellung gentechnisch veränderte Futtermittel eingesetzt wurden. In den USA ist eine freiwillige Kennzeichnung von gentechnisch veränderten Lebensmitteln möglich, solange sie nicht irreführend ist.